# Campionatul republican de handbal feminin în 11 categoria A 1961-1962
Campionatul republican de handbal feminin categoria A 1961-1962 a fost a 17-a ediție a eșalonului valoric superior al campionatului național de handbal feminin în 11 jucătoare din România. Competiția a fost organizată de Federația Română de Handbal (FRH) și a fost câștigată de Progresul București.
Într-un articol din 29 august 1962, publicat în ziarul Neuer Weg, ediția 1961-1962 a campionatului republican a fost considerată un „fiasco” din cauza absenței unor echipe din centre handbalistice importante, precum și datorită retragerii uneia din echipe la jumătatea competiției. Articolul blama comitetele regionale și echipele pentru lipsa de interes, dar considera că principala vinovată pentru faptul că „handbalul pe teren mare se duce la vale” este Federația Română de Handbal, „care reduce activitățile cluburilor la 3-4 jocuri”. Articolul mai considera că „modalitatea actuală de desfășurare, dizolvarea ligii, concentrarea prea încăpățânată spre handbalul pe teren mic au dus, volens nolens, practic la desființarea unui sport”. Ziarul Neuer Weg concludea că „Federația de handbal nu face nicio mișcare pentru a aduce o schimbare aici, deși handbalul feminin în special este citat cu mândrie la fiecare ocazie”.
Sezonul 1961-1962 al campionatului republican de handbal feminin s-a desfășurat asemănător cu ediția anterioară, fiind alcătuit dintr-o etapă inter-regională și o etapă finală.

## Terenuri
Partidele din etapa inter-regională s-au desfășurat pe terenuri din Botoșani, Cluj și Vulcan. Partidele turneului final s-au desfășurat pe un teren neutru din Reșița. 

## Echipe participante
La fel ca și în sezonul anterior, competiția a cuprins două faze:
- o etapă inter-regională, la care au luat parte șase echipe;
- turneul final, la care au participat cele trei echipe calificate din etapa inter-regională și o echipă calificată direct în această fază;

Astfel, echipele participante la ediția 1961-1962 a campionatului republican au fost:
- Sănătatea Botoșani;
- Progresul București;
- C.S. Școlar Cluj;
- Știința Drăgănești;
- Flamura roșie Ploiești;
- C.S.O. Mureșul Târgu Mureș;
- Minerul Vulcan;

## Sistem
Ediția 1961-1962 a fost alcătuită din două turnee: o etapă inter-regională, la care au participat șase echipe și în care s-a disputat câte un singur joc eliminatoriu, și un turneu final, la care au participat cele trei câștigătoare ale etapei inter-regionale și echipa Progresul București, calificată direct în această fază. La turneul final, echipele au jucat în sistemul fiecare cu fiecare, numai tur.

## Partide
Programul de desfășurare a campionatului a fost publicat în numărul 3936, din 28 noiembrie 1961, al ziarului Sportul Popular.

### Etapa inter-regională
Această etapă a fost marcată de lipsa de interes a numeroase potențiale participante. Deși centre handbalistice importante, cu zeci de echipe legitimate, regiunile Banat și Brașov nu au înscris nici o echipă în competiția națională, preferând să se concentreze pe campionatele regionale. Suplimentar, Rapid București, câștigătoarea ediției anterioare, „nu s-a obosit să își apere titlul”.
Programul etapei inter-regionale a fost publicat în numărul 3936, din 28 noiembrie 1961, al ziarului Sportul Popular. Cele șase echipe participante au fost cuplate câte două și au jucat câte un singur joc eliminatoriu. Cele trei câștigătoare s-au calificat la turneul final.
| 19 august 1962 | C.S. Școlar Cluj | 7 – 1 | Flamura roșie Ploiești | Cluj |
| 19 august 1962 | (5–1)            |       |                        | Cluj |
| 19 august 1962 |                  |       |                        | Cluj |

| 19 august 1962 | Minerul Vulcan | 6 – 2 | Știința Drăgănești | Vulcan |
| 19 august 1962 | (4–1)          |       |                    | Vulcan |
| 19 august 1962 |                |       |                    | Vulcan |

| 19 august 1962 | Sănătatea Botoșani | 0 – 10 | C.S.O. Mureșul Târgu Mureș | Botoșani |
| 19 august 1962 | (0–8)              |        |                            | Botoșani |
| 19 august 1962 |                    |        |                            | Botoșani |

### Turneul final
La turneul final ar fi trebuit să ia parte cele trei echipe calificate din etapa inter-regională și echipa Progresul București, calificată direct în această fază, însă echipa C.S.O. Mureșul Târgu Mureș a transmis o telegramă prin care a înștiințat FRH că „motive organizatorice” o împiedică să mai participe la competiție.

#### Partide
Turneul final s-a desfășurat la Reșița.
| 25 august 1962 | Progresul București | 16 – 2 | C.S. Școlar Cluj | Reșița |
| 25 august 1962 | (9–2)               |        |                  | Reșița |
| 25 august 1962 |                     |        |                  | Reșița |

| 25 august 1962 | C.S.O. Mureșul Târgu Mureș | Meci anulat | Minerul Vulcan | Reșița |
| 25 august 1962 |                            |             |                | Reșița |
| 25 august 1962 |                            |             |                | Reșița |

| 26 august 1962 | Minerul Vulcan | 3 – 13 | Progresul București | Reșița |
| 26 august 1962 | (2–8)          |        |                     | Reșița |
| 26 august 1962 |                |        |                     | Reșița |

| 26 august 1962 | C.S.O. Mureșul Târgu Mureș | Meci anulat | C.S. Școlar Cluj | Reșița |
| 26 august 1962 |                            |             |                  | Reșița |
| 26 august 1962 |                            |             |                  | Reșița |

| 27 august 1962 | Minerul Vulcan | 6 – 5 | C.S. Școlar Cluj | Reșița |
| 27 august 1962 | (3–3)          |       |                  | Reșița |
| 27 august 1962 |                |       |                  | Reșița |

| 27 august 1962 | Progresul București | Meci anulat | C.S.O. Mureșul Târgu Mureș | Reșița |
| 27 august 1962 |                     |             |                            | Reșița |
| 27 august 1962 |                     |             |                            | Reșița |

### Clasament final
| Poz. | Echipa              | J | V | E | Î | GM | GP | DG   | P |
| ---- | ------------------- | - | - | - | - | -- | -- | ---- | - |
| 1    | Progresul București | 2 | 2 | 0 | 0 | 29 | 5  | + 24 | 4 |
| 2    | Minerul Vulcan      | 2 | 1 | 0 | 1 | 9  | 18 | – 9  | 2 |
| 3    | C.S. Școlar Cluj    | 2 | 0 | 0 | 2 | 7  | 22 | – 15 | 0 |
| 4    | Mureșul Târgu Mureș | 0 | 0 | 0 | 0 | 0  | 0  | 0    | 0 |